# Regniowez
Regniowez település Franciaországban, Ardennes megyében. Lakosainak száma 377 fő (2022. január 1.). Regniowez Éteignières, Neuville-lez-Beaulieu, Taillette és Chimay községekkel határos.

## Népesség
A település népessége az elmúlt években az alábbi módon változott:
| Lakosok száma | 344  | 357  | 366  | 388  | 398  | 398  | 391  | 387  | 387  | 377  |
|               | 1968 | 1982 | 1990 | 2006 | 2013 | 2015 | 2017 | 2019 | 2020 | 2022 |